# Liste des circonscriptions électorales du Manitoba
Voici la liste des circonscriptions électorales du Manitoba (province Canadienne) :

## Nord
Flin Flon • Keewatinook • Le Pas-Kameesak • Swan River • Thompson

## Sud-Est
Borderland • Chemin-Dawson • Entre-les-Lacs-Gimli • La Vérendrye • Lac-du-Bonnet • Lakeside • Morden-Winkler • Rivière-Rouge-Nord • Selkirk • Springfield-Ritchot • Steinbach

## Sud-Ouest
Agassiz • Brandon-Est • Brandon-Ouest • Dauphin • Midland • Mont-Riding • Portage-la-Prairie • Spruce Woods • Turtle Mountain

## Winnipeg (capitale)
Assiniboia • Burrows • Concordia • Elmwood • Fort Garry • Fort Richmond • Fort Rouge • Fort Whyte • Gare-Union • Kildonan-River East • Kirkfield Park • Lagimodière • McPhillips • Notre Dame • Point Douglas • Radisson • Riel • River Heights • Rivière-Seine • Roblin • Rossmere • Saint-Boniface • Saint-Vital • Southdale • St. James • St. Johns • The Maples • Transcona • Tuxedo • Tyndall Park • Waverley • Wolseley